# António Borges de Medeiros Dias da Câmara e Sousa
António Borges de Medeiros Dias da Câmara e Sousa (Ponta Delgada, São José, 23 de Janeiro de 1829 - Lisboa, 1 de Maio de 1913), 2.º Visconde da Praia, 1.º Conde da Praia e Monforte e 1.º Marquês da Praia e Monforte, foi um empresário agrícola e político português.

## Família
Filho varão de Duarte Borges da Câmara de Medeiros, 1.º Visconde da Praia, e de sua mulher e prima Ana Teodora de Medeiros de Sousa Dias da Câmara ou Borges do Canto de Medeiros.

## Biografia
Foi Senhor da grande Casa de seus antepassados e Fidalgo Cavaleiro da Casa Real por Alvará de 20 de Outubro de 1842. Bacharel formado em Filosofia pela Faculdade de Letras da Universidade de Coimbra, Moço Fidalgo da Casa Real com exercício no Paço.
O título de 2.º Visconde da Praia foi-lhe renovado por Decreto de D. Luís I de Portugal de 30 de Setembro de 1875, tendo sido elevado a 1.º Conde da Praia e Monforte por Decreto de D. Luís I de Portugal de 9 de Janeiro/Julho de 1881. Foi agraciado pelo rei D. Carlos I de Portugal, por Decreto de 21 de Janeiro de 1890, com o título de 1.º Marquês da Praia e Monforte. Usou as Armas da Casa da Praia: esquartelado, o 1.º Borges, o 2.º de Medeiros, o 3.º da Câmara e o 4.º Dias do Ramo Espanhol; timbre: Borges; Coroa de Visconde, depois de Conde e de Marquês.
Par do Reino por sucessão, grande Proprietário terratenente na ilha de São Miguel, em Monforte e em Lisboa, financeiro e grande investidor, assumiu um papel de relevo como mecenas de diversas iniciativas culturais em Ponta Delgada, incluindo o Museu Carlos Machado e o actual Jardim António Borges, Lisboa e Monforte. No famoso e pitoresco Vale das Furnas, em São Miguel, foi co-fundador, protector e Presidente da Sociedade Harmónica Furnense, uma das mais antigas e prestigiadas sociedades filarmónicas, fundada em 1864. Foi um dos sócios fundadores (em 1899) da Empresa do Elevador do Carmo, de Lisboa, sociedade em nome colectivo, que era constituída por ele, pelo engenheiro Raoul Mesnier du Ponsard e pelo Dr. João Silvestre de Almeida, médico-cirurgião. Tinha por objectivo a construção e exploração do elevador e uma duração de 99 anos, período de tempo igual ao da duração da concessão. O seu capital era 75 contos de reis entrando de Ponsard com o valor da concessão, avaliado em 9 contos de reis, e mais dezasseis em dinheiro e os restantes membros com a quantia de 25 contos cada.

## Casamento e descendência
Casou em Lisboa, Santa Isabel, a 3 de Março de 1859 com Maria José Coutinho Maldonado de Albergaria Freire (13 de Março de 1833 - 18 de Outubro de 1893), filha única e herdeira do 1.º Visconde de Monforte, Senhora de grande Casa vincular no Alto Alentejo.
Deste casamento houve: 
- D. Maria Francisca Borges Coutinho de Medeiros de Sousa Dias da Câmara (20 de Janeiro de 1860 - ?), Dama Honorária da Rainha D. Amélia de Orleães, casada em Lisboa a 19 de Agosto de 1895 com D. Alexandre Domingos José Pedro Francisco Xavier de Assis de Sales de Paula Luís Gonzaga Estanislau Kostka Simão Raimundo André Henriques Pereira de Faria Saldanha Vasconcelos e Lancastre, 1.º Conde de Cuba, filho do 2.º Conde das Alcáçovas, sem geração, a qual distinguiu-se pela sua filantropia e como mecenas
- D. Duarte Borges Coutinho de Medeiros de Sousa Dias da Câmara (22 de Julho de 1861 - 25 de Julho de 1907), 2.º Marquês da Praia e Monforte[6]
- D. Luís Borges Coutinho de Medeiros de Sousa Dias da Câmara (Lisboa, Palácio de seus pais, ao Largo do Rato, 24 de Abril de 1866 - Cascais, 25 de Setembro de 1933), 4.º Duque de Palmela jure uxoris e 3.º Marquês do Faial jure uxoris por Decreto de 20 de Julho de 1887, casado com D. Helena Maria Domingas de Sousa Holstein de Sampaio e Pina de Brederode, 4.ª Duquesa de Palmela e 3.ª Marquesa do Faial, com geração
- D. António Borges Coutinho de Medeiros de Sousa Dias da Câmara (19 de Janeiro de 1871 - ?), 1.º Barão do Linhó